# Fonteny (Belgique)
 (juin 2021).
La mise en forme du texte ne suit pas les recommandations de Wikipédia : il faut le « wikifier ».
Les points d'amélioration suivants sont les cas les plus fréquents. Le détail des points à revoir est peut-être précisé sur la page de discussion.
- Les titres sont pré-formatés par le logiciel. Ils ne sont ni en capitales, ni en gras.
- Le texte ne doit pas être écrit en capitales (les noms de famille non plus), ni en gras, ni en italique, ni en « petit »…
- Le gras n'est utilisé que pour surligner le titre de l'article dans l'introduction, une seule fois.
- L'italique est rarement utilisé : mots en langue étrangère, titres d'œuvres, noms de bateaux, etc.
- Les citations ne sont pas en italique mais en corps de texte normal. Elles sont entourées par des guillemets français : « et ».
- Les listes à puces sont à éviter, des paragraphes rédigés étant largement préférés. Les tableaux sont à réserver à la présentation de données structurées (résultats, etc.).
- Les appels de note de bas de page (petits chiffres en exposant, introduits par l'outil «  Source ») sont à placer entre la fin de phrase et le point final[comme ça].
- Les liens internes (vers d'autres articles de Wikipédia) sont à choisir avec parcimonie. Créez des liens vers des articles approfondissant le sujet. Les termes génériques sans rapport avec le sujet sont à éviter, ainsi que les répétitions de liens vers un même terme.
- Les liens externes sont à placer uniquement dans une section « Liens externes », à la fin de l'article. Ces liens sont à choisir avec parcimonie suivant les règles définies. Si un lien sert de source à l'article, son insertion dans le texte est à faire par les notes de bas de page.
- La présentation des références doit suivre les conventions bibliographiques. Il est recommandé d'utiliser les modèles {{Ouvrage}}, {{Chapitre}}, {{Article}}, {{Lien web}} et/ou {{Bibliographie}}. Le mode d'édition visuel peut mettre en forme automatiquement les références.
- Insérer une infobox (cadre d'informations à droite) n'est pas obligatoire pour parachever la mise en page.

Pour une aide détaillée, merci de consulter Aide:Wikification.
Si vous pensez que ces points ont été résolus, vous pouvez retirer ce bandeau et améliorer la mise en forme d'un autre article.
Pour les articles homonymes, voir Fonteny.
Fonteny est un hameau rural situé dans l’entité de Genappe en province du Brabant wallon. Avant la fusion des communes belges de 1977, ce hameau dépendait pour partie de l’ancienne commune de Loupoigne et pour partie de celle de Vieux-Genappe (auj. deux sections de Genappe). Le hameau de Fonteny, qui comptait autrefois un très grand nombre d’exploitations agricoles, est devenu aujourd’hui un lieu essentiellement résidentiel.

## Toponymie
La plus ancienne mention de Fonteny remonte à 1243, sous la forme « Fonthenis ». Ce vocable, qui étymologiquement indique la présence de sources d'eau, a connu de très nombreuses variantes orthographiques jusqu'au XXe siècle. 

## Topographie
Au début du XXe siècle, le hameau de Fonteny était décrit comme « une vallée dominée par des coteaux chargés de verdure ». L’endroit, qui est aujourd’hui encore très encaissé, forme un vallon au fond duquel coule le ruisseau du Fonteny. Le hameau se développe principalement de façon linéaire le long de la chaussée de Nivelles. Parmi les lieudits anciens, notons : « Batty Godin » (1762), « Bois de Labourlotte » (1672), « Chifanne » (1672), « Les Hayettes » (1827) ou encore « Hasoit » (1343).

## Hydrographie
Le hameau est arrosé par plusieurs petites sources qui s’y rejoignent pour former le ruisseau du Fonteny, affluent de la Dyle (bassin hydrographique de l'Escaut). On y trouvait jadis des cressonnières où l’on cultivait du cresson de fontaine.

## Histoire
Bien que la plus ancienne mention connue du lieudit Fonteny remonte au XIIIe siècle, de récentes recherches historiques semblent indiquer que le hameau ne s’est constitué qu’au cours du XVIIIe siècle. 
Au siècle suivant, le hameau connut un essor important qui fut notamment marqué par le développement simultané de l’agriculture (défrichement intensif des espaces boisés et multiplication des exploitations agricoles) et de l’artisanat (principalement la passementerie et la tisseranderie). Cet essor fut grandement favorisé par les constructions successives d’une chaussée (la route provinciale de Nivelles à Wavre en 1837-1839) et d’une voie de chemin de fer (la ligne n°141 Manage-Wavre en 1854-1855) traversant toutes les deux la localité. Par ailleurs, en 1897, l’ouverture à Fonteny d’une halte ferroviaire (aujourd'hui disparue) y améliora grandement la mobilité des personnes et des marchandises.
Dans le premier tiers du XXe siècle, le hameau s’était tellement développé qu’on y fit construire une école primaire en 1909 (École libre mixte Saint-Joseph) et une chapelle en 1928-1929 (dédiée à Sainte-Thérèse de l’Enfant Jésus) ; à la même époque, on y trouvait également plusieurs boutiques et cabarets ainsi que deux kermesses annuelles.

Au cours de la seconde guerre mondiale, le hameau de Fonteny fut bombardé à deux reprises : le 10 mai 1940 (par l’aviation allemande) et le 3 septembre 1944 (par l’aviation alliée). 

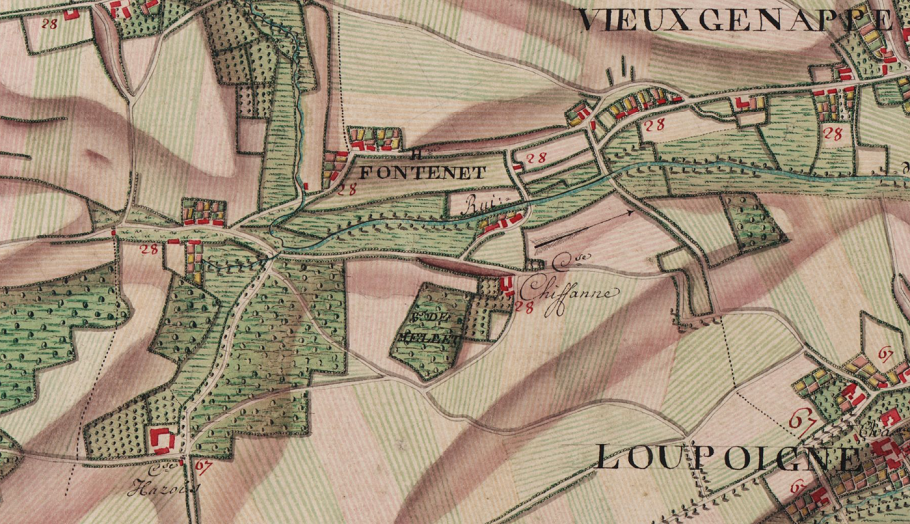
Le hameau de Fonteny en 1777 (carte des Pays-Bas autrichiens du comte de Ferraris).

## Archéologie
A la fin du XIXe siècle, l’exploitation de carrières à Fonteny (pierres de marne) a permis la découverte de plusieurs fossiles dignes d’intérêt, notamment un crâne à peu près complet de Cybium Bleekeri,. Fonteny est également l’un des sites du Néolithique moyen répertoriés entre la Senne et la Dyle,.

## Patrimoine

### Ferme du Hazoy
L’origine de cette ferme est liée à l’ancienne seigneurie médiévale du Hazoy attestée dès le début du XIVe siècle. Cette ancienne exploitation agricole, la plus vaste de Loupoigne au XIXe siècle avec 250 hectares de terres cultivées, fut transformée en 1983 en Haras du Hazoy (élevage de chevaux bénéficiant d’une réputation internationale). L’ancienne grange date de 1808 mais d’autres bâtiments sont plus anciens encore et remontent au XVIIIe siècle.

### Chapelle Notre-Dame de Grâce
Cet oratoire fut construit en 1862 par les époux Donder-Delpierre à l’entrée de leur exploitation agricole (auj. la Ferme Taburiaux). Le bâtiment d’origine, qui avait été fortement endommagé lors du bombardement allié survenu au début du mois de septembre 1944, fut reconstruit en 1946,.

### Chapelle Sainte-Thérèse de l’Enfant Jésus

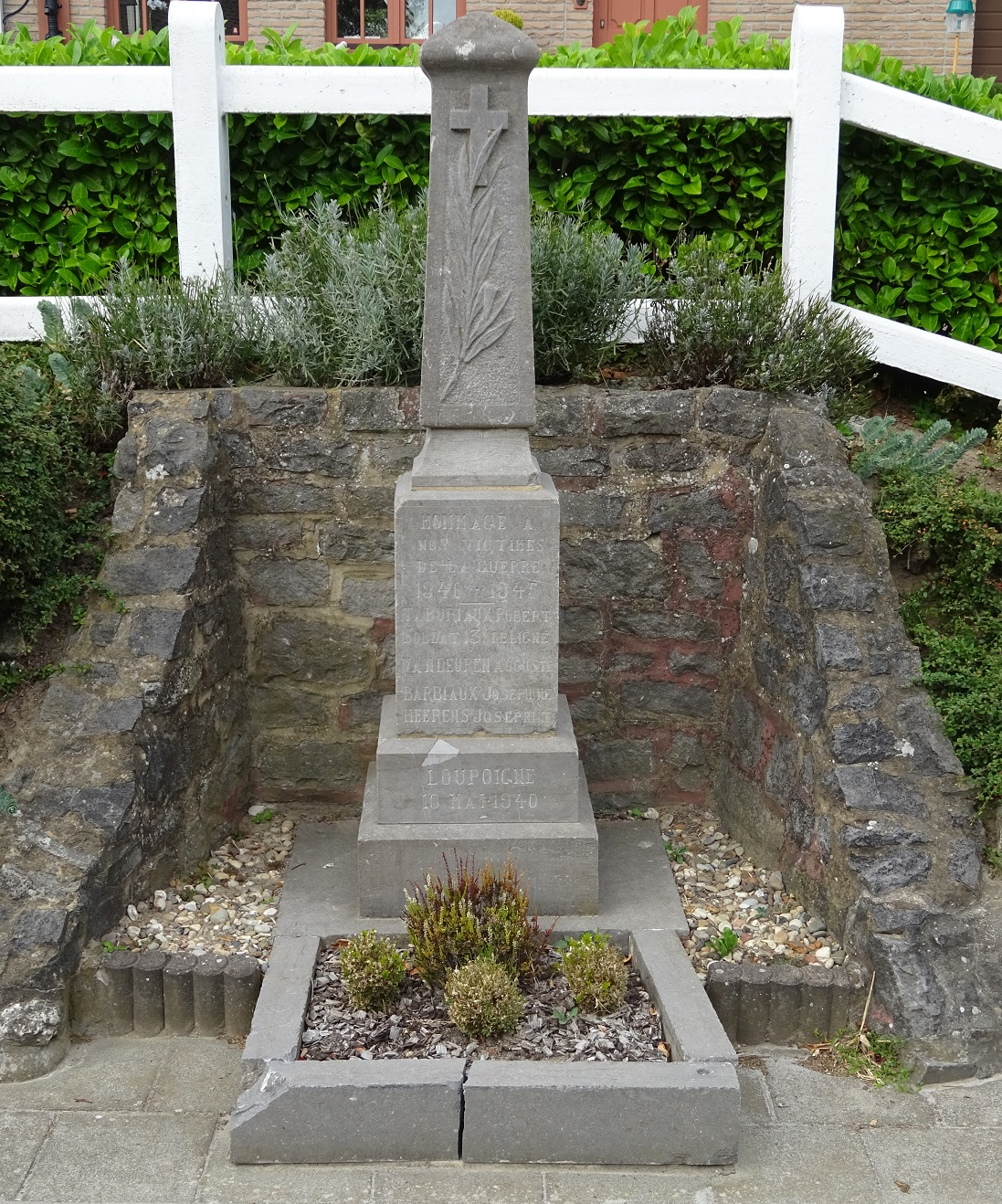
Le monument en souvenir des victimes du 10 mai 1940 à Fonteny.

Cette chapelle fut construite en 1928-1929 à l’initiative de l’abbé Jean Boniface Van Haeperen (1893-1963), vicaire de Loupoigne en résidence à Fonteny, et avec le soutien financier du comte Théodore de Nicolaÿ (1866-1944). Cette chapelle, qui dépend de la paroisse Saint-Jean-Baptiste de Loupoigne, fut inaugurée le 23 juin 1929. Le bâtiment, qui était à l'origine une ferme, est désormais inscrit comme monument à l’inventaire du patrimoine immobilier culturel de Wallonie.

### Monument du 10 mai 1940
Ce monument fut inauguré le 25 juillet 1954 en l’honneur des quatre habitants qui perdirent la vie ce jour-là à la suite du bombardement du hameau par l’aviation allemande. Sur le cénotaphe, on peut encore lire : « Hommage à nos victimes de la guerre 1940-1945. Taburiaux Robert, soldat 13e de Ligne. Vandeuren Auguste. Barbiaux Joséphine. Heerens Joséphine. Loupoigne 10 mai 1940 ». 

## Personnalités liées
•	Eugène Dumonceau (1903-1965), auteur dramatique de théâtre français et wallon, natif de Fonteny. Parmi ses œuvres en wallon, citons : Souffri… (1933), Mèd’cin d’vilâdge (1936), Pou les liârds (1936), Yun, c’est pon (1937), A qui-ce l’toûr (1943), C’est lèye qu’est maisse, Après l’orâdge, Toubak et cahote ou encore Bikini.
•	Marcel Marcq (1904-1980), natif de Fonteny. Il fut conseiller communal de Loupoigne (1946-1952) puis échevin au même endroit (1952-1956). Après avoir déménagé dans la commune voisine de Vieux-Genappe, il y fut le dernier bourgmestre (1964-1976) avant la fusion des communes,.
•	Armand Taburiaux (1939-), natif de Fonteny. Il fut longtemps conseiller communal socialiste, d’abord à Loupoigne (1970-1976), puis à Genappe (1977-2012), ainsi qu’échevin de l’Instruction publique au même endroit (1982-1988). Il fut également conseiller provincial au sein de la province du Brabant (1970-1972).